# David Fisher (scénariste)
Pour les articles homonymes, voir David Fisher et Fisher.
David Fisher est un scénariste et écrivain britannique né le 13 avril 1929 et mort le 10 janvier 2018, principalement connu pour avoir écrit des scénarios pour la télévision anglaise durant les années 1970 et 1980.

## Carrière

### En tant que scénariste
Scénariste freelance, David Fisher écrira pour des séries comme The Troubleshooters, Dixon of Dock Green et Sutherland's Law où il croise Graham Williams. Devenu producteur de la série, Doctor Who il engagera Fisher pour écrire des scénarios pour celle-ci. Celui-ci produira durant la seizième saison, les scénarios de « The Stones of Blood » et « The Androids of Tara » puis durant la dix-septième saison, celui de « The Creature from the Pit. »
Durant cette saison, il propose aussi une idée nommée "A Gamble with Time" ("un pari avec le temps") mais n'est pas capable de la développer car le divorce avec sa première femme lui prend trop de temps. L'épisode est alors retravaillé par Douglas Adams et Graham Williams pour devenir l'épisode City of Death qui sera crédité sous le pseudonyme de David Agnew.
Le dernier épisode scénarisé par David Fisher pour la série sera « The Leisure Hive » au début de la dix-huitième saison.
Il adaptera The Leisure Hive et Creature from the Pit en roman pour les éditions Target book et reviendra sur son travail à l'occasion des éditions DVD des épisodes de la série.
Après ses années de travail sur Doctor Who, il travaillera en 1980 sur des épisodes de La Maison de tous les cauchemars puis de sa suite Hammer House of Mystery and Suspense.

### En tant qu'auteur
À partir des années 1980, Fisher commence à devenir peu à peu auteur de fiction historique. Avec le scénariste Anthony Read il se lancent dans l'écriture de romans explorant des aspects précis de la Seconde Guerre mondiale. Ensemble ils écrivent The Fall of Berlin, Deadly Embrace: Hitler, Stalin and the Nazi-Soviet Pact, 1939–1941, The Proudest Day: India's Long Road to Independence, Operation Lucy: The Most Secret Spy Ring of the Second World War, Berlin Rising: Biography of a City, Colonel Z: The Secret Life of a Master of Spies, et Kristallnacht: The Nazi Night of Terror.

## Source
- (en) Cet article est partiellement ou en totalité issu de l’article de Wikipédia en anglais intitulé « David Fisher (writer) » (voir la liste des auteurs).

1. ↑  « David Fisher »